# Castell de Batea
El Castell de Batea era situat a dalt d'un petit turó, al sector meridional del terme.

## Història
El 1153, consta Batea per primer cop en un document escrit de donació de Ramon Berenguer IV als templers de l'ampli terme del castell de Miravet del qual formaven part el Castell d'Algars i el de Batea Batea citats en el document: «castrum de Algars et castrum de Bathea, cum terminis sibi pertinentibus». Aquesta donació fou ratificada el 1182 per Alfons I. En aquest moment, els templers, ja molt arrelats en el territori, iniciarien una veritable tasca de colonització. Atorgaren a Batea una carta de poblament l'any 1205, mitjançant l'establiment de 60 nous pobladors. Els templers de la comanda de Miravet establiren una sotscomanda a Algars de la qual depenia el nucli de Batea. Molt probablement, el sovintejat absentisme dels frares templers en aquestes terres apartades permeté la incursió del cavaller Artau d'Artusella, germà d'Elvira de Cervelló, usufructuària de Gandesa, el qual s'apoderà dels castells de Batea i Algars. Els templers pogueren recuperar-los arribant a un compromís amb l'esmentat cavaller que es signà el desembre de 1216. La lentitud de la tasca de colonització per part dels templers es veu reflectida en l'atorgament d'una segona carta de poblament a Batea l'any 1244 per part del comanador de Miravet. El lloc i el castell de Batea, juntament amb els altres pobles de la contrada, passaren al domini de l'orde de l'hospital de Sant Joan de Jerusalem amb l'extinció de l'orde del Temple a l'inici del segle xiv.

## Arquitectura
Del castell de Batea, avui en dia, només en resten una sèrie de filades de pedra d'algun mur en el nucli antic de població, o vila closa.